# Lanceros del Sauce
Los Lanceros del Sauce fueron un cuerpo militar auxiliar indígena de la provincia de Santa Fe, Argentina, que actuó en la defensa de frontera contra el indio hostil y en las guerras civiles durante el siglo XIX.

## Antecedentes y Formación
Los jesuitas establecieron una reducción de indios abipones rukahe (abipones de las llanuras) en San Jerónimo del Rey, actual ciudad de Reconquista, durante el siglo XVIII. Al ser expulsados por la Corona española en la década de 1770 los indios reducidos fueron abandonando la reducción o se mantuvieron parcialmente en ella. Al estallar la guerra de Independencia en 1810 y luego las luchas civiles en esa misma década las unidades militares de frontera fueron retiradas o disminuidas y las autoridades criollas reiniciaron una política de alianzas con indios amigos para  que se interpongan a tribus hostiles o para sumarlos a los ejércitos en las pugnas civiles.
En 1825 el brigadier general Estanislao López, gobernador de Santa Fe, logra un acuerdo con los  caciques Patricio Ríos y Agustín Crespo y estos se trasladan junto a su gente al Sauce, actualmente San Jerónimo del Sauce, para actuar principalmente como defensa de la ciudad de Santa Fe.

## Acción militar
Los Lanceros acompañaron a López en 1833 en campaña contra el cacique Lechuza hasta el área de Monigotes donde éste fue derrotado. También actuaron como auxiliares en las guerras civiles aunque su disciplina era escasa y eran difíciles de manejar. El general Paz, capturado por gente de López en el Tío, relata en sus memorias que cuando lo llevan prisionero a Santa Fe los indios auxiliares cargan contra él, lanza en alto, fingiendo matarlo para divertirse. 
Los Lanceros eran un cuerpo militar sólo en apariencia pero internamente seguía rigiendo entre ellos los códigos tribales. Algunos caciquejos decidieron desertar, en particular Juan Porteño de vuelta hacia el área de Reconquista.
Hacia la década de 1850 la frontera contra el indio -mocovíes y abipones hostiles- se desplaza hacia el norte y los Lanceros van siendo trasladados y mezclados con soldados de otras unidades hacia los fortines de Romero, Ramada y otros, quedando sus familias en San Jerónimo del Sauce.
En 1867 participan de un alzamiento inspirado por Urquiza contra Oroño, gobernador del momento, y marchan a sitiar Santa Fe, al mando de su comandante, el mayor Nicolás Denis, incidente que se resuelve de manera negociada. 
Las milicias provinciales van siendo relevadas de la lucha contra el indio y esta función pasa a cumplirla el Ejército nacional quien completará la ocupación del Chaco en la década de 1880. Aquí se produce el acriollamiento y pérdida definitiva de la identidad abipón confundiéndose los descendientes de los lanceros con el criollo santafesino.

## La muerte de Nicolás Denis
Para la década de 1850 se inicia la colonización gringa y se instalan las colonias de suizos y alemanes en San Jerónimo Norte y en San Carlos, cercanos al Sauce. Estos colonos portaban sus propias armas y formaban su propia milicia de defensa y no apreciaban la presencia del poblado indígena a quienes atribuían robos de ganado y otras felonías. En 1869 un incidente de carácter policial, el secuestro y homicidio de una niña de la Colonia de San Carlos, motivó la formación de una partida que concurrió al Sauce convencidos sus miembros de que los indios eran culpables del crimen. A la sazón los hombres se encontraban cazando en otra zona y sólo había mujeres en la comunidad, los niños y su viejo comandante, el teniente coronel Nicolás Denis. Todos se refugiaron en la Iglesia, Denis invocando su carácter de jefe militar salió a parlamentar con los agresores pero estos lo balearon así como a una mujer que acudió en su ayuda. A posteriori se demostró que la autoría del asesinato de la niña era completamente ajena a los habitantes del Sauce. Los miembros de la partida de linchamiento sufrieron una persecución policial y su jefe se suicidó al ser rodeado por la policía.

## El legado de los Lanceros
Los Lanceros del Sauce permanecen en el recuerdo de Reconquista, región de la que eran originarios y a la cual muchos regresaron. Un barrio de la ciudad lleva su nombre así como una escuela.
También se mantiene su recuerdo en San Jerónimo del Sauce donde se levanta un monumento en honor al coronel Nicolás Denis.
- Datos: Q5969831